# Thalaivaa
Pour plus de détails, voir Fiche technique et Distribution.
Thalaivaa est un film indien de Kollywood réalisé par A. L. Vijay (en) sorti en 2013.

## Synopsis
Leader d’une troupe de danse voyageant aux quatre coins du monde pour sa passion, l’homme se retrouve face à son destin. La face sombre de Mumbai change à jamais la vie de cet homme insouciant. Le destin le place face à ses responsabilités et ses choix feront-ils de lui un leader pour les opprimés ?

## Distribution
- Vijay : Viswa Ramadurai (Viswa Bhai)
- Amala Paul : A.C.P Meera Narayanan
- Sathyaraj (en) : Ramadurai (Anna)
- Abhimanyu Singh (en) : Bhima Bhai
- Rajeev Pillai (en) : Raju
- Santhanam (en) : Logu
- Ragini Nandwani (en) : Gowri
- Nassar (en) : Ratnam
- Udhaya (en) : Video Kumar
- Rekha : Ganga Ramadurai
- Ponvannan : Ranga (Chitappa)
- Y. Gee. Mahendra : Lawyer Radhakrishnan
- Suresh : officier de police
- Manobala : assistant d'Anna
- Subbu Panchu : Ravi Kiran
- Ravi Prakash : Kesav
- Sam Anderson : (cameo)
- G. V. Prakash Kumar : (apparition spéciale)

## Bande originale
Albums de G.V Prakash Kumar
Udhayam NH4 (en)
(2012) Raja Rani (en)
(2014)